# Visby landsfiskalsdistrikt
Visby landsfiskalsdistrikt var 1941–1964 ett landsfiskalsdistrikt i Gotlands län, bildat som Roma landsfiskalsdistrikt när Sveriges nya indelning i landsfiskalsdistrikt trädde i kraft den 1 oktober 1941, enligt kungörelsen den 28 juni 1941. Detta distrikt bildades genom sammanslagning av större delen av det upplösta Visby landsfiskalsdistrikt (1918–1941) och hela Kräklingbo landsfiskalsdistrikt som hade bildats den 1 januari 1918 när Sveriges första indelning i landsfiskalsdistrikt trädde i kraft. Den 1 januari 1962 ändrades distriktets namn till Visby landsfiskalsdistrikt, samtidigt som Visby stad införlivades i landsfiskalsdistriktet. Den 1 januari 1965 avskaffades i Sverige samtliga landsfiskaler och landsfiskalsdistrikt, och deras arbetsuppgifter delades upp på de nyskapade indelningarna polisdistrikt, åklagardistrikt och kronofogdedistrikt.
Landsfiskalsdistriktet låg under länsstyrelsen i Gotlands län.

## Ingående områden
Kommunerna Ala, Ange, Ardre, Buttle, Dalhem, Gammelgarn, Ganthem, Gothem, Guldrupe, Halla, Hörsne med Bara, Norrlanda, Kräklingbo, Sjonhem, Viklau, Vänge och Östergarn hade tidigare tillhört det upplösta Kräklingbo landsfiskalsdistrikt och kommunerna Akebäck, Barlingbo, Björke, Bro, Ekeby, Endre, Fole, Follingbo, Hedjeby, Lokrume, Roma och Väskinde hade tidigare tillhört det upplösta Visby landsfiskalsdistrikt. När Sveriges nya indelning i landsfiskalsdistrikt trädde i kraft den 1 januari 1952 (enligt kungörelsen 1 juni 1951) ändrades distriktets omfattning. 1 januari 1962 utökades distriktets område med staden Visby.

### Från 1 oktober 1941
Gotlands norra härad:
- Akebäcks landskommun
- Ala landskommun
- Anga landskommun
- Ardre landskommun
- Barlingbo landskommun
- Björke landskommun
- Bro landskommun
- Buttle landskommun
- Dalhems landskommun
- Ekeby landskommun
- Endre landskommun
- Fole landskommun
- Follingbo landskommun
- Gammelgarns landskommun
- Ganthems landskommun
- Gothems landskommun
- Guldrupe landskommun
- Halla landskommun
- Hejdeby landskommun
- Hörsne med Bara landskommun
- Kräklingbo landskommun
- Lokrume landskommun
- Norrlanda landskommun
- Roma landskommun
- Sjonhems landskommun
- Viklau landskommun
- Vänge landskommun
- Väskinde landskommun
- Östergarns landskommun

### Från 1 januari 1952
- Dalhems landskommun
- Romaklosters landskommun
- Tingstäde landskommun

### Från 1 januari 1962
- Dalhems landskommun
- Romaklosters landskommun
- Tingstäde landskommun
- Visby stad